# Louvigny (Sarthe)
Louvigny ist eine französische Gemeinde mit 175 Einwohnern (Stand: 1. Januar 2022) im Département Sarthe in der Region Pays de la Loire; sie gehört zum Arrondissement Mamers und zum Kanton Mamers. Die Einwohner werden Louvinois genannt.

## Geographie
Louvigny liegt etwa 42 Kilometer nördlich von Le Mans. Umgeben wird Louvigny von den Nachbargemeinden Ancinnes im Norden und Westen, Livet-en-Saosnois im Norden, Saint-Rémy-du-Val im Osten und Nordosten, Les Mées im Südosten, Thoiré-sous-Contensor und Grandchamp im Süden sowie Rouessé-Fontaine im Südwesten.

## Bevölkerungsentwicklung
| 1962                      | 1968 | 1975 | 1982 | 1990 | 1999 | 2006 | 2013 |
| ------------------------- | ---- | ---- | ---- | ---- | ---- | ---- | ---- |
| 296                       | 262  | 231  | 197  | 167  | 175  | 172  | 194  |
| Quelle: Cassini und INSEE |      |      |      |      |      |      |      |

## Sehenswürdigkeiten
- Kirche Saint-Germain, Monument historique
- Schloss Louvigny aus dem 16. Jahrhundert